# 加韦洛
加韦洛是意大利威尼托大区罗维戈省的一个镇，人口约1600人（2004年）。